# Язовицы (Архангельская область)
Язовицы — опустевшая деревня в Устьянском районе Архангельской области.

## География
Находится в южной части Архангельской области на расстоянии приблизительно 69 км на север-северо-восток по прямой от административного центра района поселка Октябрьский на левом берегу реки Устья.

## История
Деревня была отмечена уже в 1939 году в составе Бестужевского сельсовета. До 2022 года входила в Бестужевское сельское поселение до его упразднения.

## Население
Численность населения не была учтена как в 2002 году, так и в 2010.